# Euturneria
Euturneria là một chi bướm đêm thuộc họ Geometridae.